# Rodger Schmidt
Rodger Schmidt  (* 20. Juni 1952 in Kanada) ist fünffacher Curling-Olympiatrainer und Direktor der ersten Curling Academy. Rodger Schmidt erreichte als aktiver Curling-Athlet bei Welt- und Europameisterschaften Gold- und Silberstatus. 
Schmidt gilt als einer der erfahrensten internationalen Curling-Coaches der Welt und war als olympischer Curling-Trainer für fünf Olympische Winterspiele tätig. Er arbeitete mit Olympiasieger John Shuster zusammen, dabei war Schmidt bei den Olympischen Winterspielen in Vancouver 2010 für die USA tätig. Im Jahr 2012 veröffentlichte der US-Curlingverband gemeinsam mit der Rodger Schmidt Curling Academy das Buch „The five Elements of Curling Technique“. Ab dem Jahr 2000 war er als Curling-Nationaltrainer für sechs verschiedene Nationen tätig und war als Trainer an Welt- und Europameisterschaften beteiligt. Unter anderem war Schmidt für viele Jahre Nationalcoach von Russland, dabei wurde Russland mit Skip Anna Sidorova Curling-Europameister 2015 in Esbjerg (Dänemark). Sein bisher letzter internationaler Erfolg als Curlingtrainer war der Titel des Vizeweltmeisters mit dem Schweizer Juniorennationalteam.